# Peter Lindemann (Jurist)
Peter Lindemann (* 17. Mai 1933 in Stettin; † 27. Oktober 2019 in Celle) war ein deutscher Richter und Ministerialbeamter.

## Leben
1952 wurde er mit Wolfgang Wechsler im Corps Hubertia Freiburg aktiv. Von der Georg-August-Universität Göttingen wurde er 1961 zum Dr. iur. promoviert. Nach dem Assessorexamen trat er in die Zivilgerichtsbarkeit. Als Ministerialbeamter kam er an das Niedersächsische Justizministerium und in die Niedersächsische Staatskanzlei. 1979 wechselte er in die Sozialgerichtsbarkeit. Von 1989 bis zur Altersgrenze (1998) war er in Celle Präsident des Landessozialgerichts Niedersachsen.

## Werke
- Der Student im Preußischen Allgemeinen Landrecht von 1794. Einst und Jetzt, Bd. 10 (1965), S. 125–142.
- mit Kurt Nagel und Günter Herrmann: Auswirkungen des Bundes-Datenschutzgesetzes auf die Wirtschaft. Luchterhand 1977.  GoogleBooks
- Pommersche Gerichtsbarkeit, Oberlandesgerichtsbezirk Stettin. Anfänge, Drittes Reich, Nachkrieg. Ludwig 2007. ISBN 9783937719467.
- Kinderlandverschickung in Pommern. Helms, Schwerin 2008. ISBN 978-3935749756.
- mit Käthe Poppinga: Celler Gerichtsbarkeiten im Nationalsozialismus und nach 1945: Landeserbhofrecht – Sozialgerichtsbarkeit. Ludwig, 2011. ISBN 9783869350387.